# Bashing Mushrooms
Bashing Mushrooms ist ein Jazzalbum der schwedisch-norwegischen Formation I.P.A., bestehend aus Magnus Broo, Ingebrigt Håker Flaten, Håkon Mjåset Johansen, Atle Nymo und Mattias Ståhl. Die im Athletic Sound Studio, Oslo, am 13. und 14. Dezember 2018 durch Dag Erik Johansen entstandenen Aufnahmen erschienen am 18. September 2020 auf Cuneiform Records.

## Hintergrund
Die skandinavische Band I.P.A., die Ende der 2000er Jahre als Quartett gegründet wurde, legte ab 2009 eine Reihe von Alben vor, Lorena (2009), It’s a Delicate Thing  (2011), Bubble (2013) und I Just Did Say Something, 2016 bei Cuneiform erschienen. 2014 wurde die Band mit dem schwedischen Vibraphonisten Mattias Ståhl zu einem Quintett erweitert. Der Titel „Go Greta“ ist Mattias Ståhls Hommage an die Klimaschutzaktivistin Greta Thunberg.

## Titelliste

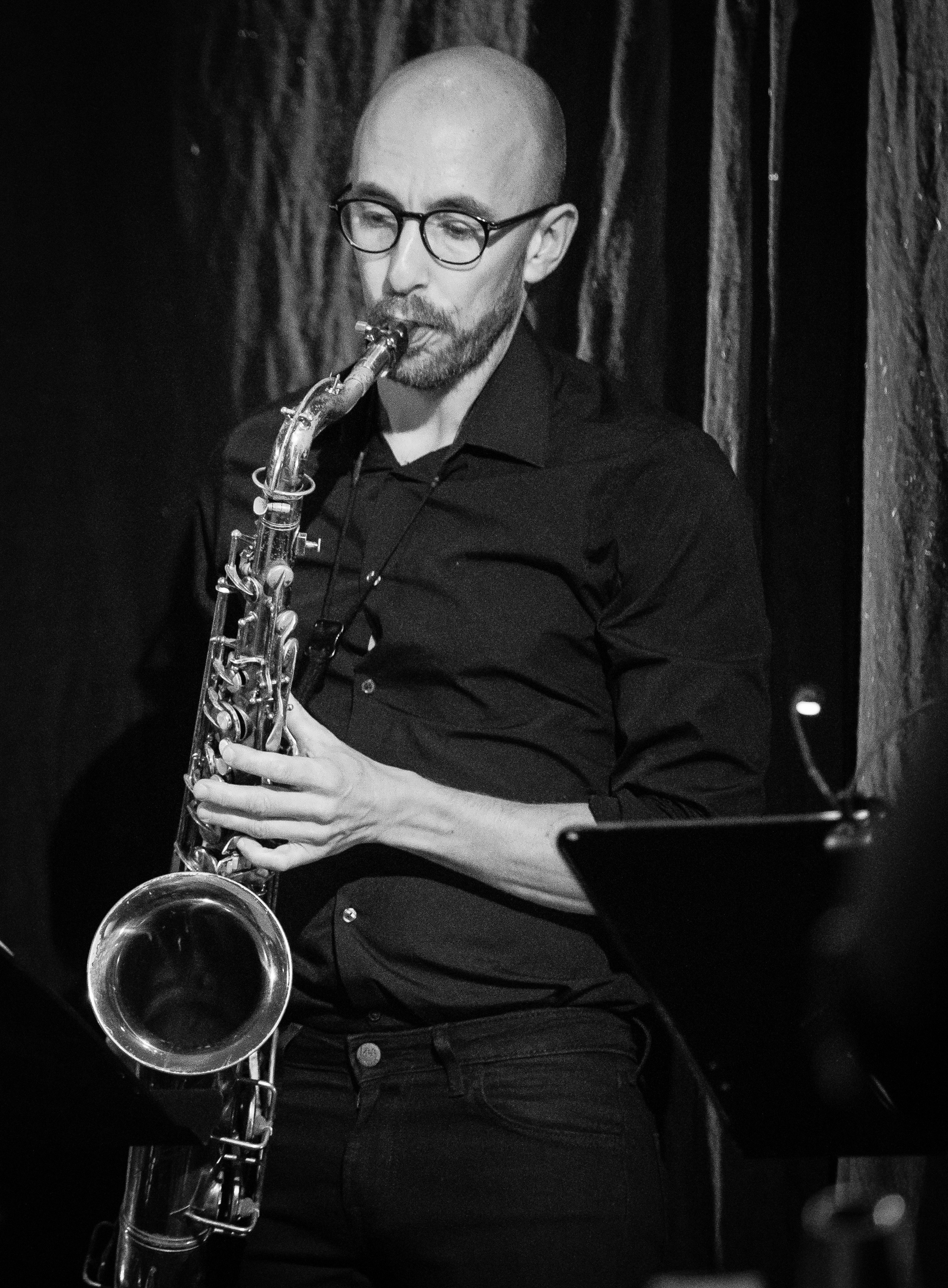
Atle Nymo 2018

- I.P.A.: Bashing Mushrooms (Cuneiform Records – Rune 472)[1]
  1. Kudeta (Nymo), 7:53
  2. Bamse (Broo), 4:05
  3. Bashing Mushrooms (Broo), 4:42
  4. Horus Øye (Nymo), 4:02
  5. Go Greta (Ståhl), 4:21
  6. Barnen (Ståhl), 6:38
  7. Farmor (Nymo), 5:51
  8. Fem Skator (Broo), 5:19

## Rezeption
Peter Margasak schrieb in The Quietus, in den letzten zehn Jahren habe diese agile skandinavische Band sich zu einer der zufriedenstellendsten Post-Bop-Formationen der Welt entwickelt. Auf Bashing Mushrooms klängen sie stärker und vielseitiger als zuvor; sie stütze sich nicht mehr auf verschiedene Vorlagen aus den 1960er Jahren. Gleichzeitig verberge die Gruppe nicht den Einfluss von Musikern wie Eric Dolphy, mit den steilen Intervallsprüngen der Melodie, oder des klassische Miles Davis Quintet, auf dem launischen, vage arabisch anmutenden „Horus Øye“, geschrieben von Atle Nymo. Die lohnendste Eigenschaft von I.P.A. sei jedoch die intensive interaktive Qualität der Gruppe die jede Melodie erfülle, mit Arrangements, die überlappende Aussagen und scharf injizierte Licks enthalten, die die Solisten antreiben und die endlosen Möglichkeiten einer geschlossenen Post-Bop-Combo bestätigen, resümiert Margasak.
Nach Ansicht von Troy Dostert, der das Album in All About Jazz rezensierte, nütze das Engagement für die Freiheit des Postbop der Musik der Band; so sei die Musik sowohl zugänglich als auch scharfkantig, gleichermaßen intellektuell und hart in den Grooves. Gegenüber dem Vorgängeralbum von 2016 zege Bashing Mushrooms auch mit etwas gedämpfteren Klangfarben eine subtilere Anmutung. Abgesehen von den Solos und den Super-Grooves der Bande seien es wirklich die kombinierten Talente aller fünf Musiker, die wie einer spielten, was I.P.A. seine Identität verleihe, so der Autor in seinem Resümée – und Bashing Mushrooms sei eine weitere gute Leistung dieses erfahrenen Quintetts.